# لويد
لويد (بالإنجليزية: Lloyd)‏ هو مغني أمريكي، ولد في 3 يناير 1986 في نيو أورلينز في الولايات المتحدة.

## وصلات خارجية
- الموقع الرسمي
- لويد على موقع IMDb (الإنجليزية)
- لويد على موقع ميوزك برينز (الإنجليزية)
- لويد على موقع أول ميوزيك (الإنجليزية)
- لويد على موقع ديسكوغز (الإنجليزية)
- لويد على موقع ديسكوغز (الإنجليزية)
- لويد على موقع قاعدة بيانات الفيلم (الإنجليزية)